# Minetti
Pour les articles homonymes, voir Minetti (homonymie).
Minetti est une pièce de théâtre de Thomas Bernhard créée au Staatstheater de Stuttgart en 1977.

## Argument
La pièce se déroule un 31 décembre au soir, dans le hall d'un hôtel d'Ostende. C'est le portait d'un acteur vieillissant, venu soi-disant rencontrer un directeur de théâtre afin de « jouer Lear, encore une fois le jouer, une fois rien qu’une et puis plus ». Elle a été écrite pour l'acteur allemand Bernhard Minetti (1905-1998), bien que le Minetti de la pièce soit un personnage de fiction.

## Mises en scène

### Festival d'Avignon,1983
- Mise en scène : Gilles Atlan
- Texte français : Claude Porcell
- Scénographie : Claude Lemaire
- Costumes : Nicole Geraud

Distribution :
- Minetti : Daniel Emilfork
- Dame en rouge : Denise Péron
- Une jeune fille : Jeanne Lallemand
- Le portier : Jean-Gabriel Nordmann
- L'extra : Gérard Hardy

### Théâtre de la Ville,2002
Premières représentations du 15 au 27 juillet 2002 au Festival d'Avignon. Le spectacle est ensuite repris au Théâtre de la Ville du 26 septembre au 19 octobre, puis en tournée.
- Mise en scène : Claudia Stavisky
- Texte français : Claude Porcell
- Scénographie : Christian Fenouillat
- Costumes : Claire Risterucci
- Lumière : Marie Nicolas

Distribution :
- Minetti : Michel Bouquet
- La dame : Juliette Carré
- Une jeune fille : Sara Martins
- Le portier : Christian Taponard
- L'extra : Paul Predki

### Théâtre de la Colline,2009
Du 9 janvier au 6 février 2009.
- Mise en scène : André Engel
- Texte français : Claude Porcell
- Dramaturgie : Dominique Müller
- Scénographie : Nicky Rieti
- Lumière : André Diot
- Costumes : Chantal de la Coste-Messelière
- Son : Pipo Gomes, Denis Hartmann

Distribution :
- Minetti : Michel Piccoli
- Une dame : Évelyne Didi
- Une jeune fille : Julie-Marie Parmentier
- Le portier : Gilles Kneusé
- L'extra : Arnaud Lechien

### Théâtre de l'Athénée-Louis-Jouvet,2009
Du 8 octobre au 24 octobre 2009
- Mise en scène : Gerold Schumann
- Assistant à la mise en scène : Jérôme Maubert
- Texte français : Claude Porcell
- Décors : Olivier Bruchet
- Costumes : Cidalia Da Costa
- Peinture : Jean-Paul Dewynter
- Lumière : Vincent Gabriel
- Son : Bruno Bianchi
- Fabrication des costumes : Anne Yarmola
- Fabrication des masques : Hafid Bachiri

Distribution :
- Minetti : Serge Merlin
- François Clavier
- Ève Guerrier
- Olivier Mansard
- Fabien Marais
- Jérôme Maubert
- Jessica Perrin
- Liliane Rovère
- Irina Solano